# Lonja de la Seda
Die Lonja de la Seda (spanisch) bzw. Llotja de la Seda (valencianisch), zu deutsch Seidenbörse, befindet sich im spanischen Valencia in der Autonomen Gemeinschaft Valencia. Sie ist eine der wichtigsten Sehenswürdigkeiten der Stadt und Weltkulturerbe. Zurzeit ist sie Sitz der Kulturakademie Valencias und häufiger Ausstellungsort.

## Geschichte
Die Lonja wurde 1469 als Ölmarkt gegründet. Der Entwurf stammt von einem ähnlichen Gebäude in Palma. Die Architekten waren Pere Compte, Juan Yvarra, Domingo Urtiaga und Johan Corbera. Die ersten Steine wurden am 15. Februar 1483 geliefert, d. h., dass an diesem Tag mit dem Bau begonnen wurde. Es dauerte bis 1533, bis der Bau mit seinem mit Zinnen versehenen Turm und der gotischen Vertragshalle fertiggestellt war. Während der folgenden Jahrhunderte diente die Lonja als Seidenbörse.
Sie gilt als eines der bedeutendsten Gebäude der profanen Gotik in Europa. Sie besteht aus vier Teilen: dem Turm, dem Saal Consulat de la Mar, dem Orangenbaum-Innenhof und dem Säulensaal. Der gesamte Komplex mit bebauten und nicht bebauten Zonen ist über 2.000 m² groß. Seit 7. Dezember 1996 zählt die Lonja de la Seda zum UNESCO-Weltkulturerbe.

## Galerie

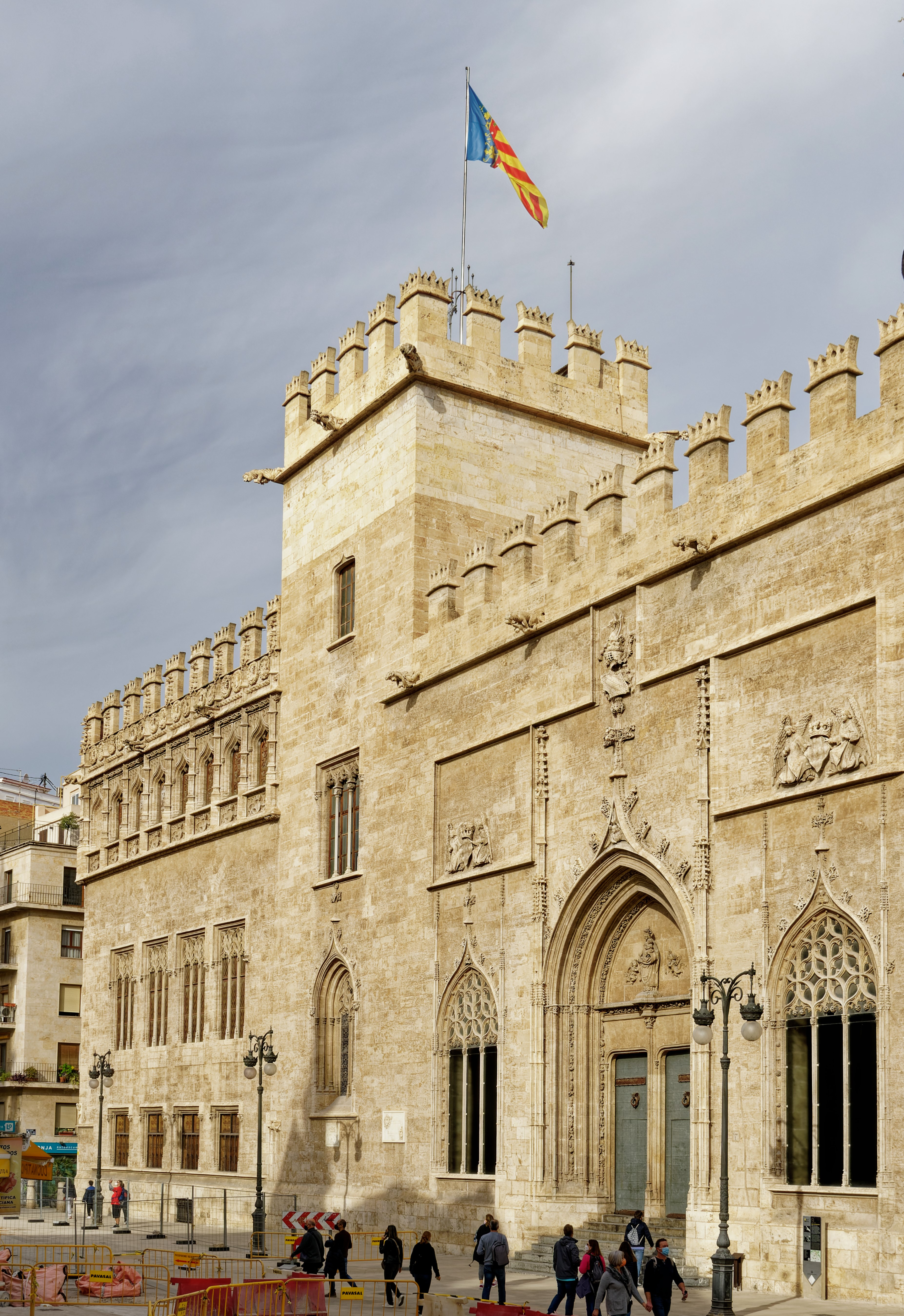
Blick auf die Fassade
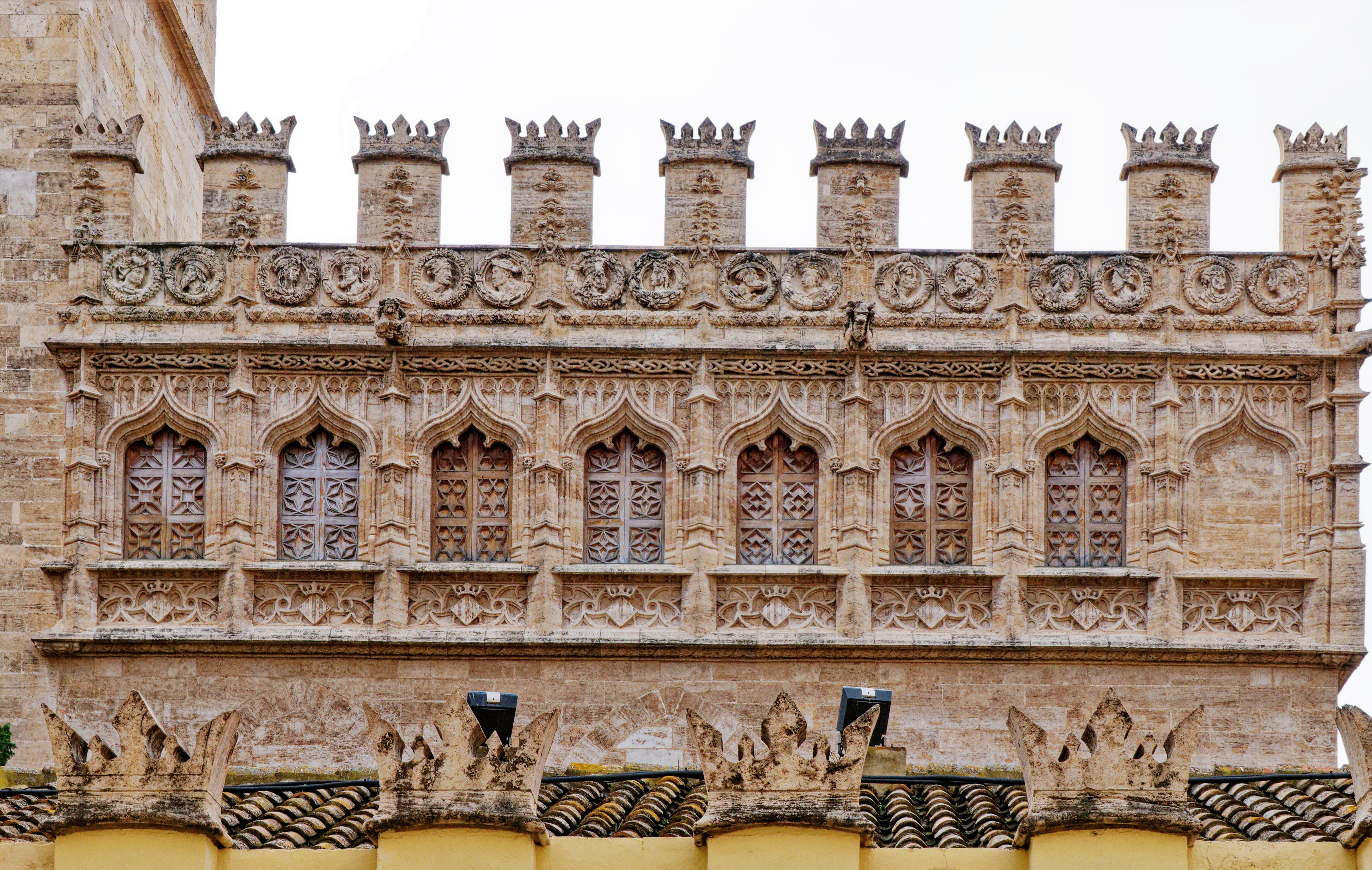
Detail Fassade
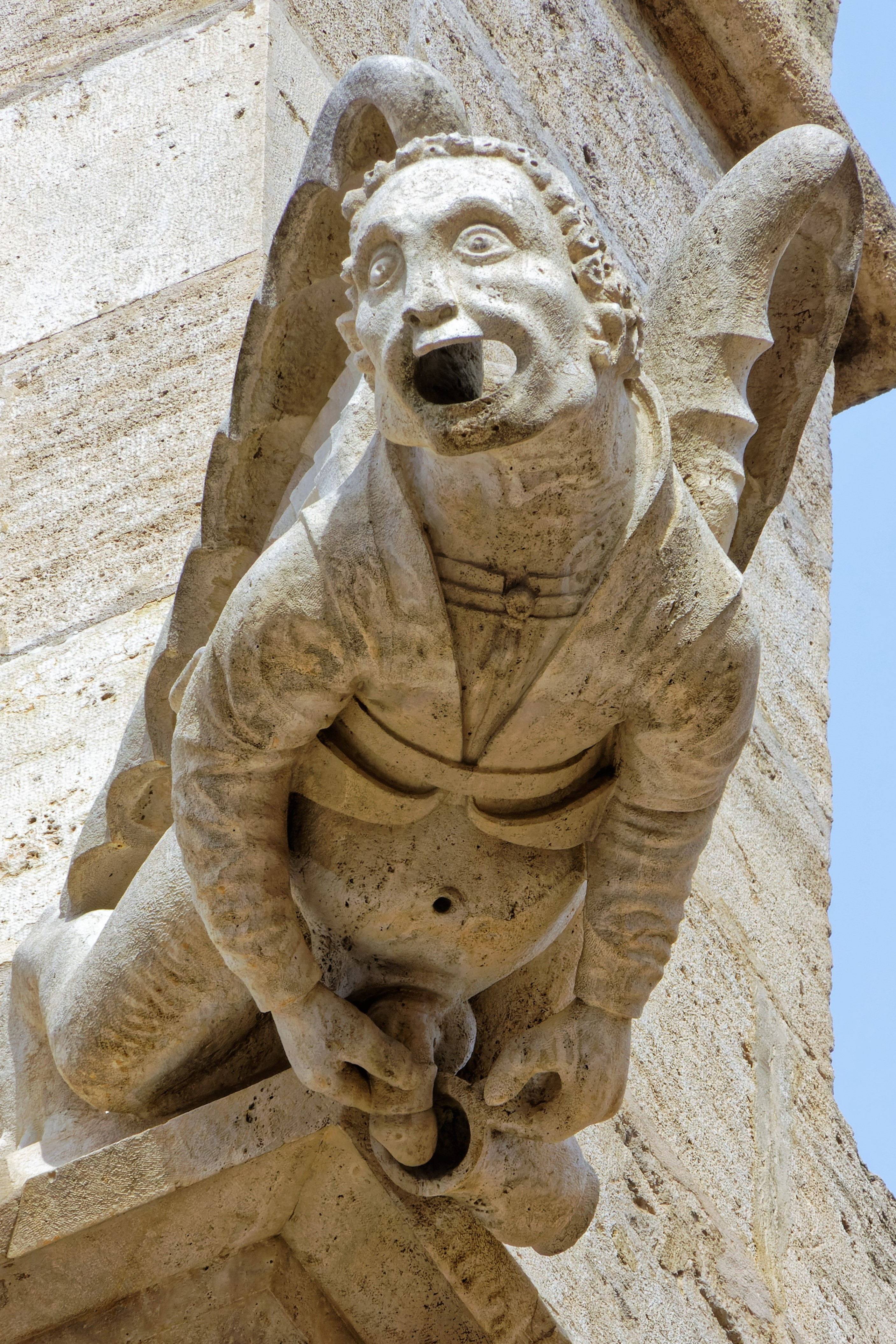
Wasserspeier
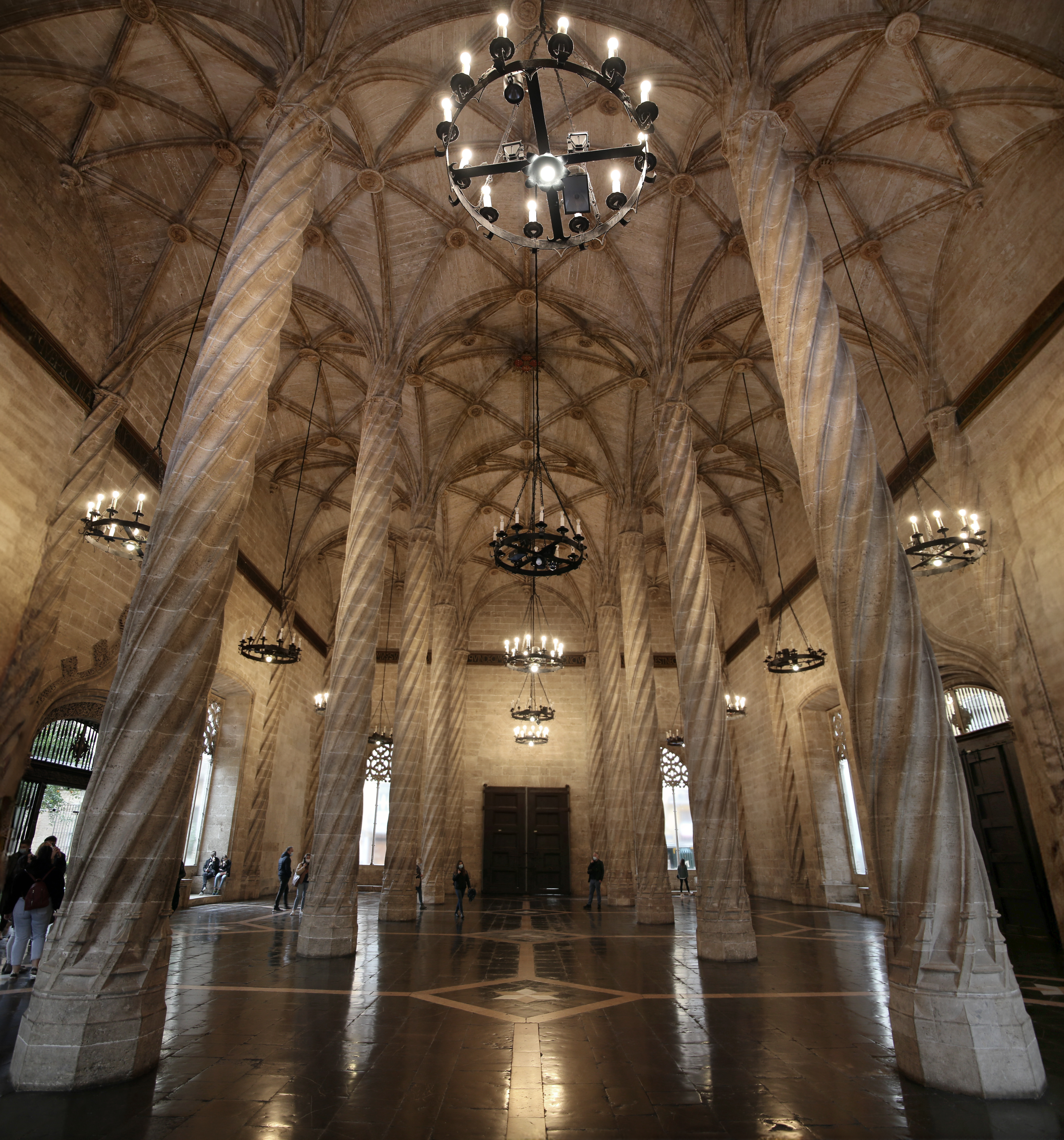
Die Vertragshalle
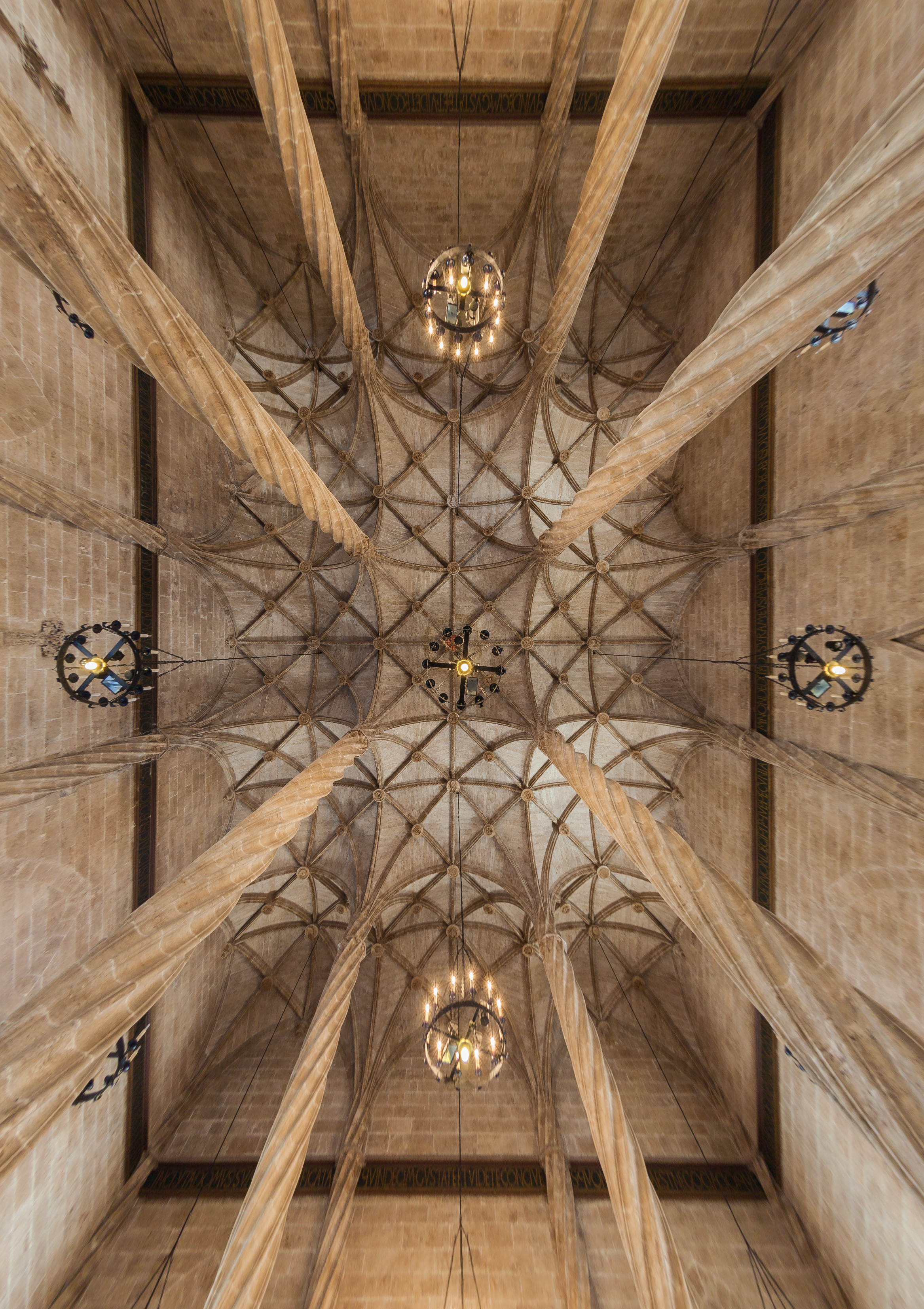
Blick von unten in der Vertragshalle
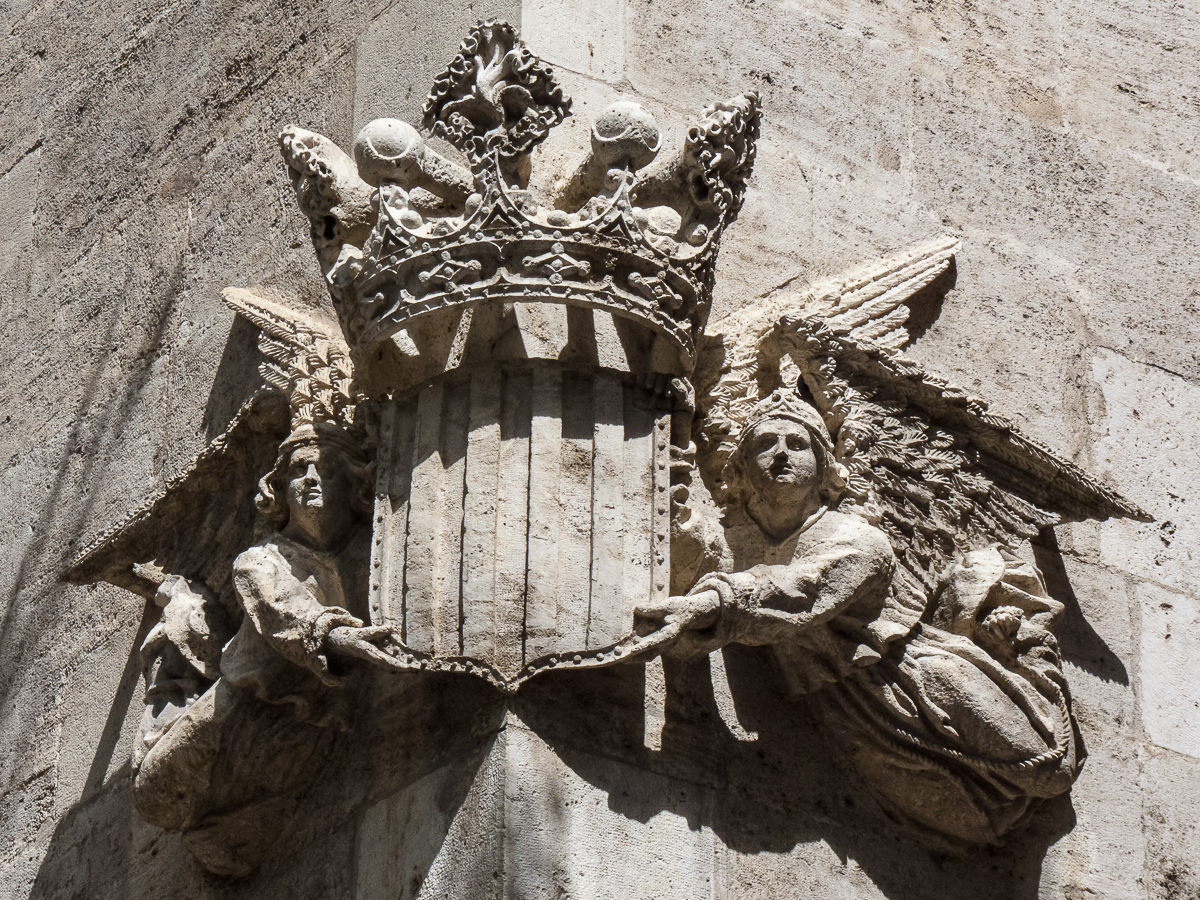
Wappen der Stadt Valencia an der Fassade